# Гренландский университет
Гренландский университет (гренл. Ilisimatusarfik; дат. Grønlands Universitet) — университет, расположенный в Нууке, Гренландия. Большинство курсов преподаётся на датском и гренландском языках. Основан в 1987 и получил статус университета в 1989 году. В 2007 году университет был реорганизован путём объединения с учреждениями дополнительного образования. В университете обучается 600 студентов, почти все — местные жители. Учебный процесс осуществляют около 60 преподавателей и 20 административно-технических сотрудников. Малое количество студентов отчасти объясняется политикой правительства, которая позволяет студентам получить бесплатное высшее образование в любом месте в Европе или Северной Америке. До 2008 года университет располагался в историческом месте — миссии Моравских братьев (гернгутеров), затем переехал в новое здание — Ilimmarfik. Бюджет университета — 14,8 миллиона датских крон.
В университете четыре института:
- Институт образования;
- Институт здоровья и природы;
- Институт социальных наук, экономики и журналистики;
- Институт культуры, языка и истории.

Во всех институтах ведётся подготовка бакалавров, введённая в 1995 году; во всех, кроме института здоровья и природы, с 2009 года ведётся подготовка магистров. С 2001 года во всех институтах есть возможность защитить Ph.D., к 2025 году эту степень имеет 31 человек. Имеется программа приглашённых студентов с курсами, читаемыми на английском языке, к 2025 году программу прошли 5 студентов.
В библиотеке университета — около 31 тысячи книг.

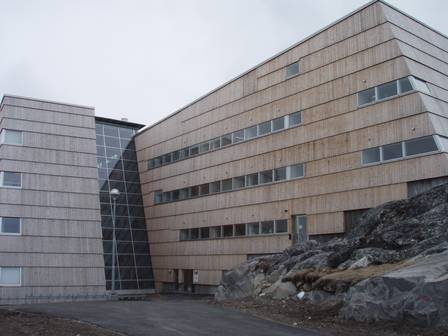
Гренландский университет